# کنترپوان (فیلم ۱۹۶۸)
«کنترپوان» (انگلیسی: Counterpoint (1968 film)) یک فیلم به کارگردانی رالف نلسون است که در سال ۱۹۶۸ منتشر شد. از بازیگران آن می‌توان به چارلتون هستون، ماکسیمیلیان شل، لسلی نیلسن، نوا پترسون، و پیتر مسترسن اشاره کرد.